# Cryptocephalus samniticus
Cryptocephalus samniticus – gatunek chrząszcza z rodziny stonkowatych. Gatunek po raz pierwszy został naukowo opisany w 2001 roku przez Leonardiego i Sassiego.
Gatunek żyje na terenach Włoszech.